# Accettura
Accettura (Accəttùrə in dialetto locale) è un comune italiano di 1 572 abitanti della provincia di Matera in Basilicata. È sede del parco regionale di Gallipoli Cognato Piccole Dolomiti Lucane.

## Geografia fisica
Sorge a 770 m s.l.m. nella parte centro-occidentale della provincia di Matera al confine con la parte centro-orientale della provincia di Potenza. Il territorio è per metà ricoperto da boschi e pascoli. Intorno al paese si trovano i monti Manche, Gallipoli, Montepiano, Vallefredda e Tempacortaglie.
Confina a nord con i comuni di Calciano (19 km) e Campomaggiore (PZ) (27 km), ad est Oliveto Lucano (12 km) e San Mauro Forte (14 km), a sud con Cirigliano (17 km) e Stigliano (18 km), e ad ovest con Pietrapertosa (PZ) (18 km). Fa parte della comunità montana Collina Materana.

## Origini del nome
Il termine, secondo alcuni, deriva dal tema della parola acceptor, che, nel basso latino è lo sparviero (accipiter); per altri potrebbe derivare dalla parola latina acceptator,cioè che accetta; per altri ancora deriverebbe dal simbolo del paese, formato da due accette: accepta-aurea, acceptura quindi Accettura o ancora dal latino accepta (piccolo appezzamento di terra).

## Storia
Le origini di Accettura risalgono all'epoca della Magna Grecia, quando veniva chiamata Acceptura.
Nell'Alto Medioevo, sorse un primo nucleo abitativo in un'area denominata Raja, probabilmente costituito da persone provenienti da Gallipoli, Costa di Raja e un centro fortificato in zona Croccia-Cognato. Ancora oggi si
osservano resti di una fortificazione a pianta quadrata attorniata da villaggi.
La prima citazione ufficiale si ha in una bolla di Papa Niccolò II del 1060, inviata alla curia vescovile di Tricarico: nel documento si fa riferimento al paese di Achitorem.
Intorno al 1150 divenne feudo della contea di Montescaglioso. Nel 1272, il paese venne completamente distrutto da un incendio. Poco tempo dopo, Carlo I d'Angiò ne ordinò la ricostruzione.
Nella sua storia, Accettura fu proprietà di diverse famiglie: i Bazzano, i Della Marra, i Ponsiaco, i Carafa, i Colonna e gli Spinelli (che la tennero fino alla fine del XIX secolo).

### 1861 - Brigantaggio
Il 12 novembre, dopo aver preso Cirigliano, le bande di Carmine Crocco, e di José Borjes mossero verso il paese di Gorgoglione, occupato senza incontrare resistenza. Ad Accettura, ben accolto dal clero e dalla popolazione, il Borjès fatte accampare le proprie truppe fu informato sulla presenza nelle vicinanze di reparti di Milizia mobile e di truppa. Tenuto consiglio tra i capi prevalse l'idea di non accettare il combattimento perciò, pratici dei luoghi, i “briganti” riuscirono a svincolarsi dirigendosi su Garaguso, che raggiunsero il 13 novembre.

## Monumenti e luoghi d'interesse

### Architetture religiose

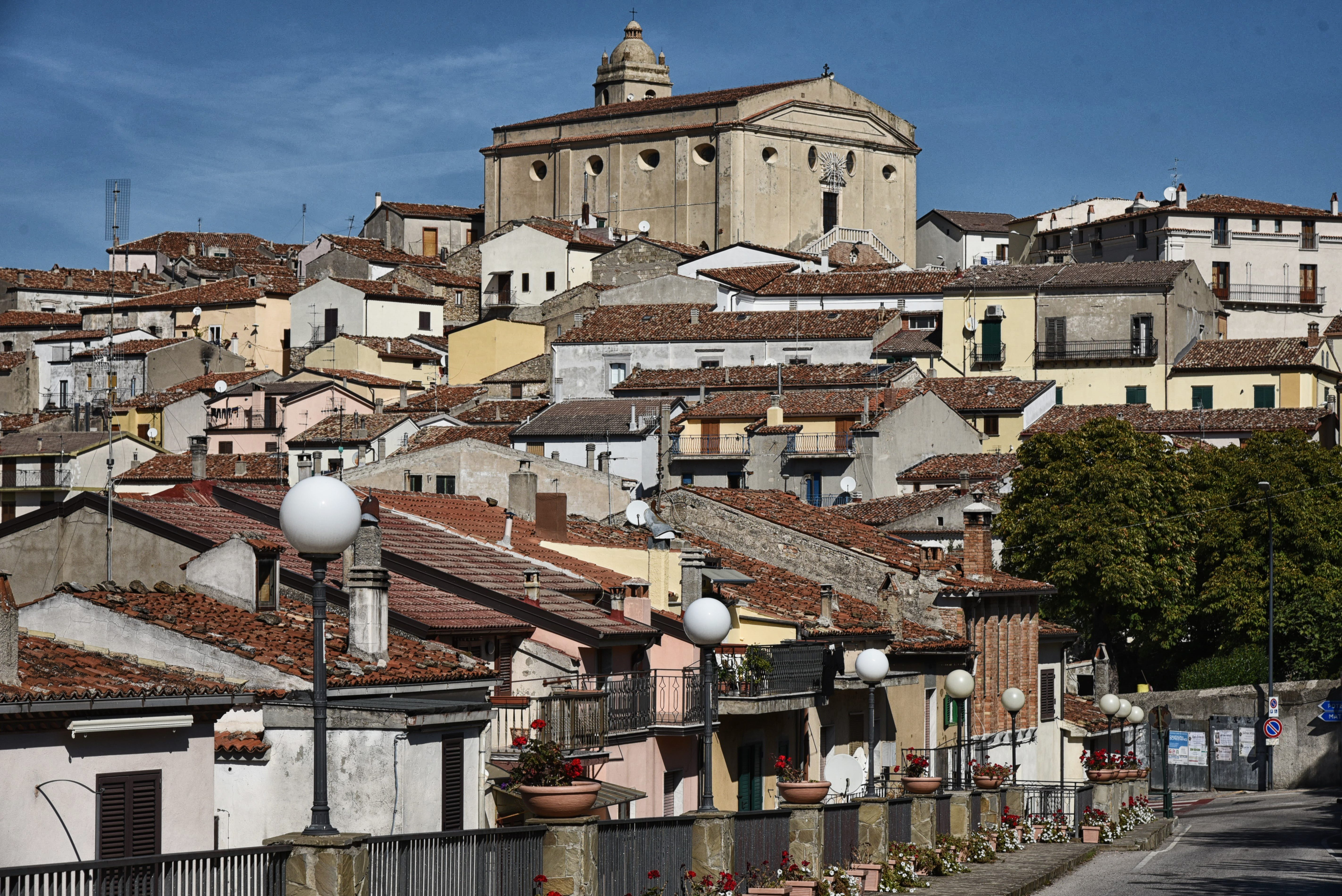
Veduta dell'abitato con la Chiesa Madre che domina il centro storico

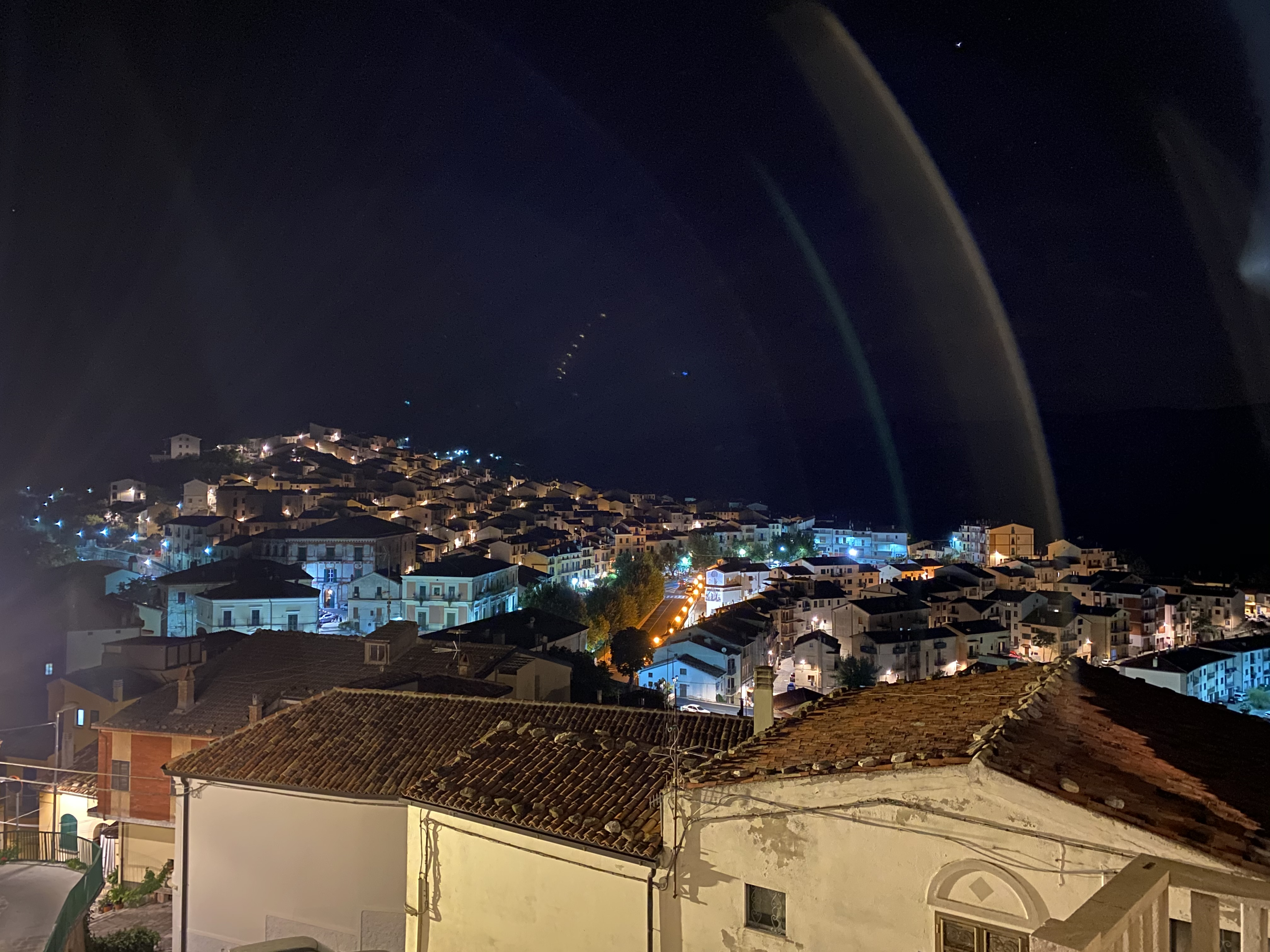
Foto notturna del quartiere Torre

- Chiesa dell'Annunziata - Chiesa di stile barocco, ricostruita su un edificio preesistente. Al suo interno, sono conservate una statua lignea della Madonna con Gesù del XVI secolo circa ed una tela, dello stesso periodo, che raffigura lo stesso soggetto a parti invertite. Di interesse anche la bifora della chiesa, risalente al XIV secolo.
- Chiesa Madre di S. Nicola - Precedente al XVI secolo, ha subito numerose ristrutturazioni. Di particolare interesse la campana fusa nel 1611 da Gaspare di Missanello, il crocifisso ligneo (XV secolo), le statue lignee di Sant'Antonio abate (XVI secolo), San Giuliano, Santa Filomena e San Pasquale (metà XVIII secolo) ed una tela di Maria Maddalena, delle tre Marie e di San Giovanni ai piedi della croce (sempre metà XVIII secolo).
- Chiesa di S. Antonio - In precedenza fu un convento fondato dai Frati Minori Conventuali nel 1595 e soppresso nel 1809. Sono conservate una Pala sull'altare maggiore raffigurante l'Incoronazione della Vergine con Santi ed alcune tele del XVII secolo, attribuite ad un discepolo del Pietrafesa[6].
- Cappella dei Santi Giovanni e Paolo, in località Valdienna.
- Cappella di Santa Maria dei fiori o d'Ermoli - Risalente al XVIII secolo, in località Ermoli.
- Chiesa di S. Chiara di Gallipoli - Vi si conservano dipinti di autori ignoti risalenti alla fine del XVI secolo.

### Architetture civili
- Palazzi nobiliari delle famiglie Amodio, Spagna e Nota.
- Percorso dei Murales dedicati al Maggio di Accettura. Oltre al murale realizzato da Costantin Udroiu negli anni '70, tra il 2015 ed il 2020 sono stati realizzati otto murales rappresentanti le fasi della festa, intitolati: "L'alzata e la scalata", "U Parecchj", "La processione del Santo", "Il ballo delle Cente", "Il trasporto della Cima", "Il Borgo", "Il Santo e la musica popolare" e "Legami: forme di devozione al Santo".
- Fontana Francesca - Località in cui si scontrarono briganti e Guardia Nazionale il 7 agosto 1862, presso il Bosco di Montepiano.
- Masseria Spagna e Masseria De Luca - Masserie fortificate del XVIII secolo.

### Aree naturali
- Bosco Comunale di Montepiano. Questo Bosco si estende sul territorio di quattro Comuni: Accettura, Cirigliano, Stigliano e Pietrapertosa. Al suo interno sono stati individuati numerosi resti di fortificazioni, presso cui sono state rinvenute alcune terrecotte votive del IV-III secolo a.C.
- Foresta di Gallipoli-Cognato. All'interno dell'omonima Parco Regionale di Gallipoli Cognato Piccole Dolomiti Lucane (dove è possibile osservare daini e cervi confinati in recinti faunistici) si trova l'area archeologica di Monte Croccia, in cui sono conservati resti di mura risalenti al VI e VII secolo a.C.
- Serra Rosa. Vi si trovano ruderi di un castello e di altri edifici medievali.

## Società

### Evoluzione demografica
Abitanti censiti

### Tradizioni e folclore

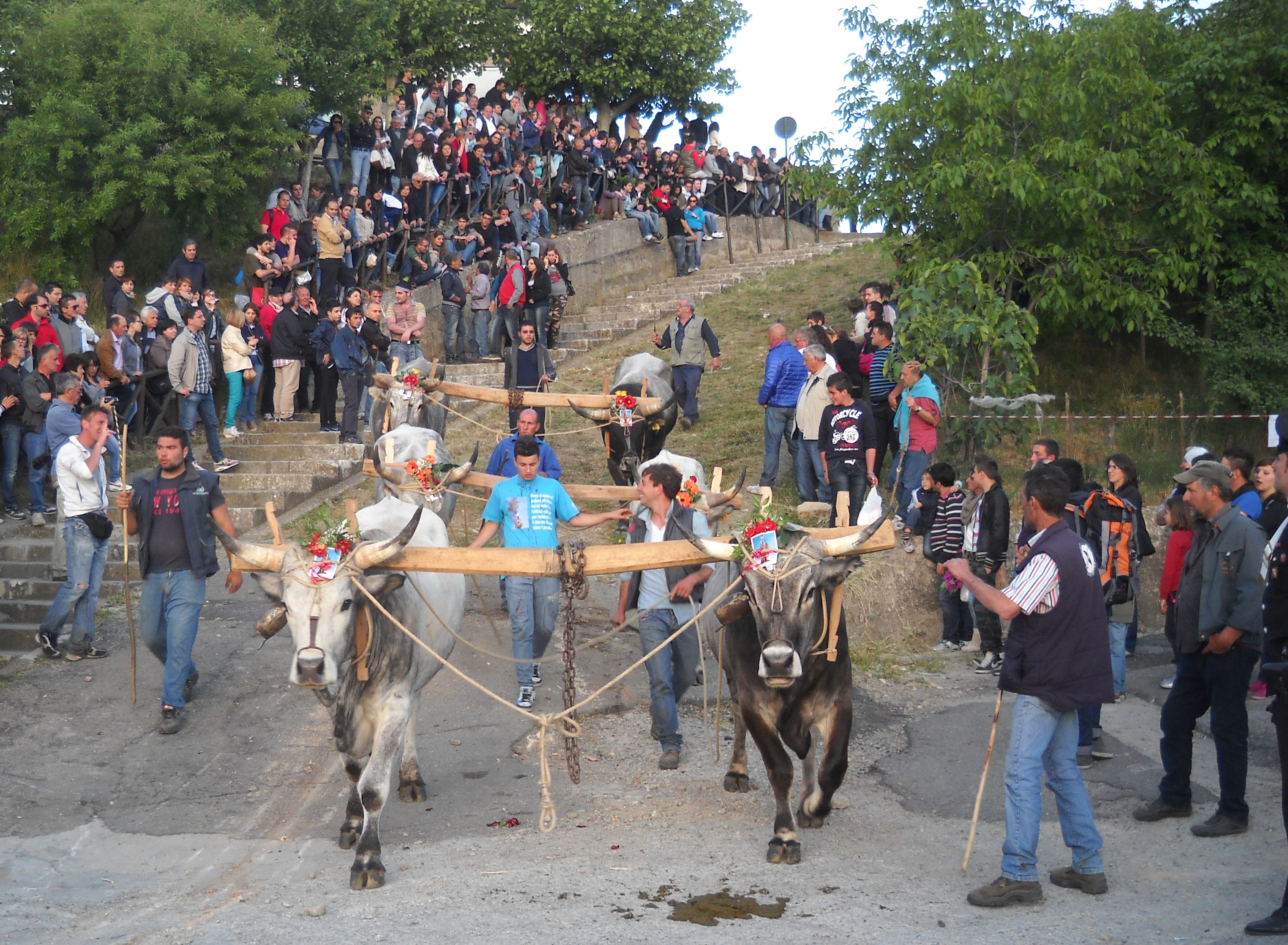
La festa del maggio di Accettura

- Festa del Maggio di Accettura, è dedicata al patrono della città San Giuliano ed ha inizio la domenica di Pentecoste. Si tratta di un antico rito propiziatorio e nuziale, rappresentazione dei tradizionali culti arborei; la festa inoltre è ricca di aspetti antropologici, sociologici e religiosi[8].

## Cultura

### Musei
Ad Accettura si trova il museo dei culti arborei, struttura che ospita una mostra di quadri, collezioni di fotografie e video della festa del maggio, ed utensili tipici della civiltà contadina e dei lavori forestali. Il museo offre testi ed informazioni relative ai riti antropologici e sociali ed alle antiche tradizioni legate ai culti arborei tipici di quest'area.

### Cinema
Accettura è stata scelta come ambientazione del film Non si sevizia un paperino (1972), diretto da Lucio Fulci, dove il nome è stato cambiato in "Accendura".

### Cammini
Accettura è inserito nel percorso del Cammino delle ginestre che attraversa anche i Comuni di Aliano, Cirigliano e Stigliano e prende il nome dalle piante di ginestra presenti in gran numero lungo i 50 chilometri del cammino.

## Economia
L'economia è legata soprattutto alla zootecnia e alle colture cerealicole (che interessano il 73% del territorio coltivato). Viene coltivata anche una radice, il rafano della famiglia delle crocifere.
Il settore industriale è composto prevalentemente da imprese edili o da industrie manifatturiere a carattere artigiano. Presenti anche aziende alimentari e meccaniche. Più sviluppato il terziario, che si fonda soprattutto sulla vendita al dettaglio di mobili o di prodotti alimentari.
Tipiche della zona sono le produzioni di mattoni e tegole, prodotte secondo tradizione in una vecchia fornace, oltreché la lavorazione della paglia e vimini.